# Stade Georges-Pompidou (Montauban)
Ne doit pas être confondu avec Stade Georges-Pompidou (Valence).
Le stade Georges-Pompidou (anciennement appelé Stade de la Fobio) est un stade de football basé dans la ville de Montauban dans le département du Tarn-et-Garonne et dont est résident le club de football du Montauban FC.
Il se situe à l'intérieur du Palais des sports Jacques Chirac, appelé Complexe sportif Georges Pompidou avant septembre 2019.
Sa capacité est de 5 000 places. Sa piste d'athlétisme est de surcroît utilisée par le club d'athlétisme de la ville et par des scolaires. Cette même piste, refaite en 2000 a accueilli pendant des années un meeting renommé.
En 2024, après avoir été rénové et inaugurée l'année précédente et avoir été classé en catégorie national, qui lui permet de pouvoir accueillir des championnats nationaux ou meetings internationaux, le stade accueille la délégation paralympique belge d'athlétisme. 

## Accessibilité
Le stade ne possède pas de parking attitré mais il est quand même accessible par voiture en stationnant sur des places aux environs du stade. Le stade est également desservi par les lignes 1, 6 et 8 du réseau de transports en commun de Montauban Le Bus TM.
En dehors des heures de transports scolaires, les voitures peuvent également stationner sur les emplacements des bus de la gare routière de la Fobio.